# Zephyranthes katheriniae
Zephyranthes katheriniae är en amaryllisväxtart som beskrevs av L.B.Spencer. Zephyranthes katheriniae ingår i släktet Zephyranthes och familjen amaryllisväxter. Inga underarter finns listade i Catalogue of Life.